# ロッテ浦和工場
ロッテ浦和工場（ロッテうらわこうじょう）は、埼玉県さいたま市南区に所在する、菓子メーカーロッテの主要工場。またロッテの研究拠点としてロッテ中央研究所も併設する。

## 概要
JR埼京線・武蔵野線武蔵浦和駅から南に約300mの場所に位置する工場で、周辺はタワーマンションが建ち並んでいる。ロッテの工場の中では最大の規模で、チョコレート菓子やアイスクリームを製造する工場としては日本有数の生産規模である。従業員数は700人、敷地面積は約129,000m2となっている。
2006年以降、工場の建て替え、増設が進んでおり、第1工場・第3工場が解体され、第1工場の跡地に第6工場が、第3工場の跡地に第7工場が立地している。1974年に建設された工場事務所棟は耐震化された。
また敷地内にはチューインガム、チョコレート、ビスケット、キャンディ、健康食品等の研究開発、特定保健用食品などの研究開発、食品素材の基礎研究などを行っている中央研究所（2010年に建て替えられ、川越市にあったアイスクリームの研究拠点を統合して新研究所棟となった）を併設している。工場南側の敷地内にはロッテ浦和球場があり、千葉ロッテマリーンズ二軍の本拠地になっている。
日本国有鉄道（国鉄、現・JR）は埼京線建設時に工場敷地を買収し車両基地を作る予定であったが、工場側が反対したため、川越線を電化させて同線と埼京線の直通運転を行い、同線の指扇駅・南古谷駅間に川越車両センター（略号は「宮ハエ」）を建設して埼京線の車両基地とすることなった。

## 工場見学
埼玉県内の代表的な工場見学スポットとして有名であり、雑誌や番組でもたびたび紹介されることがある。対象は小中学生や親子連れなどの団体で、見学料金は無料であるが、2週間前までの予約が必要となっている。夏季などは見学者が多くなるため、抽選となる。

## 沿革
- 1964年 - ロッテ浦和工場を開設[1]。
- 2006年 - チョコレートなどの増産のため手狭になってきた工場の増設の検討を開始。
- 2009年 - チョコレートを生産する第4工場（5階建て）とカカオ豆を処理する第5工場（5階建て）、総合研究棟（4階建）の増設に着手。総合研究棟には川越市にあるアイスクリームの研究部門も移設し、すべての商品の開発・検査分析を行うこととした。従来の中央研究所ではアイスクリーム以外の新製品の研究を行っていた。
- 2010年6月 - 第2工場と第3工場との間の空き地に増設していた第4工場が竣工[3]。
- 2013年 - 創業以来チョコレートを生産していた敷地北部の第1工場の解体が開始。同年10月15日に第6工場が着工。
- 2015年3月 - 第1工場跡地にアイスクリームを生産する国内最大級のアイス工場の[4]第6工場（7階建高さ37m）（一番北側の大きい建物）が竣工。6月より稼働開始。
- 2017年12月 - 敷地南部にあった第3工場が解体され、第7工場着工。
- 2019年2月 - 第7工場竣工[5]。
- 2020年2月 - 新型コロナウイルス感染拡大の影響により工場見学を休止。
- 2022年5月 - 工場見学施設を「ロッテ おかしの学校」にリニューアルした上で再開[6]。

## 所在地
- 埼玉県さいたま市南区沼影3-1-1

## 周辺
- 沼影公園（園内に沼影市民プールがある）
- 武蔵浦和SKY&GARDEN
- さいたま市立沼影小学校